# ريكاردو لاماس
ريكاردو أليخاندرو لاماس (بالإنجليزية: Ricardo Alejandro Lamas؛ مواليد 21 مايو 1982) هو مقاتل فنون القتال المختلطة أمريكي.

## وصلات خارجية
- ريكاردو لاماس على موقع يو إف سي (الإنجليزية)
- ريكاردو لاماس على موقع شيردوغ (الإنجليزية)
- ريكاردو لاماس على موقع Tapology.com (الإنجليزية)
- ريكاردو لاماس على موقع IMDb (الإنجليزية)
- ريكاردو لاماس على موقع قاعدة بيانات الفيلم (الإنجليزية)